# Nicole Ferroni
Nicole Ferroni (Casablanca, 19 marzo 1982) è un'attrice, comica e conduttrice radiofonica francese.

## Biografia

### Infanzia e famiglia
La madre di Nicole, originaria dell'Alsazia, lavora come insegnante di tedesco, mentre il padre, di origine italiana, è professore di chimica e ricopre il ruolo di colonnello nell’esercito. Fu a Casablanca, in Marocco, durante il soggiorno della coppia che Nicole nacque. Aveva sette anni quando la famiglia fece ritorno in Francia, stabilendosi ad Aubagne, poco distante da Marsiglia. Successivamente, frequentò il liceo Joliot-Curie, ottenendo nel 1999 il diploma scientifico, e nel 2002, presso la facoltà Saint-Charles, conseguì la laurea in Scienze della Vita e della Terra.

### Insegnamento e debutto
Dividendo il suo tempo tra l'insegnamento e il teatro, inizialmente si cimentò nel CAPES di Scienze della Vita e della Terra, pur non ottenendone il successo al primo tentativo. Per riprendersi, frequentò il Cours Florent a Parigi per quattro mesi, poi proseguì la sua formazione iscrivendosi a una scuola di recitazione ad Aubagne e infine a quella di Marsiglia, sotto la guida di Gilles Azzopardi. Per motivi economici, decise di mettere temporaneamente da parte il teatro e riprendere gli studi. Nel 2005, superò il CAPES e iniziò la sua carriera come insegnante di scienze nei quartieri nord di Marsiglia, frequentando i licei Val-de-Durance a Pertuis e Émile-Zola ad Aix-en-Provence. Di fronte a risorse limitate, sostenne l’aggregazione di SV-STU, che superò nel 2009, e successivamente insegnò al liceo internazionale Georges-Duby di Luynes, occupandosi di tutti i livelli dalla seconda fino alla terminale.
Dal ritorno a scuola del 2009, chiese un contratto part-time per potersi dedicare alla preparazione del suo one man show. Nello stesso anno, incontrò l'attore Franck Kaloustian e, insieme, si unì alla compagnia Wak'up Production. Insieme misero in scena la commedia Le Grand Chambardement di Gilles Azzopardi, alla quale contribuì anche nel ruolo di regista.
Successivamente, creò il suo primo one-woman show, intitolato L'Œuf, la poule ou Nicole ?, presentato per la prima volta il 5 novembre 2010 a Marsiglia.

### Attrice e comica
Nel 2011, dopo aver lasciato il suo incarico di insegnante, decide definitivamente di intraprendere la carriera di attrice, esibendosi più volte a settimana con il suo spettacolo al Théâtre du Point-Virgule di Parigi a luglio.
Parallelamente, partecipa come concorrente al programma On n'demande qu'à en rire, presentato da Laurent Ruquier su France 2. Diventa una delle comiche di punta dello show, realizzando 64 sketch scritti e interpretati (57 valutati e 7 come membro storico della quarta stagione) tra il 22 febbraio 2011 e la chiusura del programma, il 4 luglio 2014. Ottiene grande successo con punteggi che superano frequentemente i 90 punti.
Nel gennaio 2011, vince i premi del pubblico e della stampa al festival du rire di Puy-Saint-Vincent, sostituendo Olivier Giraud, impossibilitato a partecipare. Nel novembre dello stesso anno, diventa madrina del Festival Top In Humour di Chartres.
Dal febbraio 2013 al giugno 2021, tiene una rubrica settimanale nella fascia mattutina di France Inter. Nel gennaio 2015, entra a far parte del team di Si tu écoutes, j'annule tout su France Inter e, nell'aprile dello stesso anno, diventa una delle opinioniste del talk-show Je vous demande de vous arrêter su France 4.
Il 14 aprile 2016, giorno della votazione della legge sul segreto industriale al Parlamento Europeo, pubblica un video contro il progetto di legge. In meno di due giorni il video viene visualizzato quasi 7 milioni di volte.
Tra novembre 2015 e maggio 2016, conduce una rubrica di divulgazione scientifica nel programma settimanale Folie passagère, presentato da Frédéric Lopez su France 2.
A partire dal 31 ottobre 2018, affianca Michel Cymes nel suo nuovo talk show Ça ne sortira pas d'ici!, in onda il mercoledì sera in seconda serata su France 2, interpretando l'assistente medica del Dottor Cymes, che accoglie gli ospiti nel suo studio.
Tra dicembre 2019 e gennaio 2020, interpreta la fata Roni nel programma Boyard Land su France 2, una fata eccentrica che propone due prove acquatiche ai concorrenti.
Conduce la sua ultima rubrica su France Inter il 30 giugno 2021. La sua partenza segue una decisione «unilaterale» della redazione di France Inter.
Dall'ottobre 2020, conduce il talk-show umoristico Piquantes!, trasmesso il venerdì sera in seconda serata su Téva, composto esclusivamente da croniste comiche (tra cui Christine Berrou, Élodie Poux, Laura Domenge, Thaïs Vauquieres, Florence Mendez, Constance e Tahnee).

## Stile d'umorismo
Per descrivere l'umorismo da cui trae ispirazione, cita lo sketch La Conférencière di Jacqueline Maillan per il gioco "molto credibile in una situazione assurda". Il suo ritmo vocale è molto rapido (in particolare, durante le sue rubriche settimanali su France Inter).

## Filmografia parziale
- N'importe qui, regia di Raphaël Frydman (2014)
- L'Ex de ma vie, regia di Dorothée Sebbagh (2014)
- Toute première fois, regia di Noémie Saglio e Maxime Govare (2015)
- Embrasse-moi!, regia di Océan e Cyprien Vial (2017)
- Satire dans la campagne, regia di Marc Large e Maxime Carsel (2017) - cameo
- On va s'aimer un peu, beaucoup..., regia di Julien Zidi - serie TV (2017)
- Guy, regia di Alex Lutz (2018)
- Premier de la classe, regia di Stéphane Ben Lahcene (2019)
- Joyeuse retraite!, regia di Fabrice Bracq (2019)
- Zaï Zaï Zaï Zaï, regia di François Desagnat (2020)
- Joyeuse retraite 2, regia di Fabrice Bracq (2022)
- À la folie, regia di Andréa Bescond e Eric Métayer . serie TV (2022)
- Un dimanche de chasse, regia di Catherine Klein - serie TV (2025)